# Marek Chrzanowski (muzyk)
Marek Chrzanowski pseud. Bruno (ur. 1966) – polski gitarzysta basowy i kompozytor, starszy brat Jacka Chrzanowskiego. Występował w zespołach Kolaboranci, Wilki, Hopsa, Porter Band, Albert Rosenfield, Atmosphere, a także nagrywał z Robertem Jansonem.

## Dyskografia

### Kolaboranci
- Znów po stronie większości (gościnnie) (1991)
- To my urodzeni w latach 60. (2002)

### Wilki
- Przedmieścia (1993)
- Acousticus Rockus (1994)
- Wilki Live (2002)

### Hopsa
- Hopsa (1996)

### Albert Rosenfield
- The Best Off... (1995)
- Twin Pigs (1997)

### Robert Janson
- Nowy świat (1999)

### Porter Band
- Porter Band '99 (1999)
- Electric (2000)

### Bukartyk & Sekcja
- Z głowy (1999)[2]
- Ideały (2004)[3]